# 托馬索·里納爾迪
托馬索·里納爾迪（義大利語：Tommaso Rinaldi；1991年1月18日—）是一位意大利跳水運動員。他出生在羅馬。他代表意大利參加了2012年奧運會。他的父亲同样也曾代表意大利参加奥运跳水比赛。